# Список кавалеров ордена «За заслуги перед Отечеством» I степени

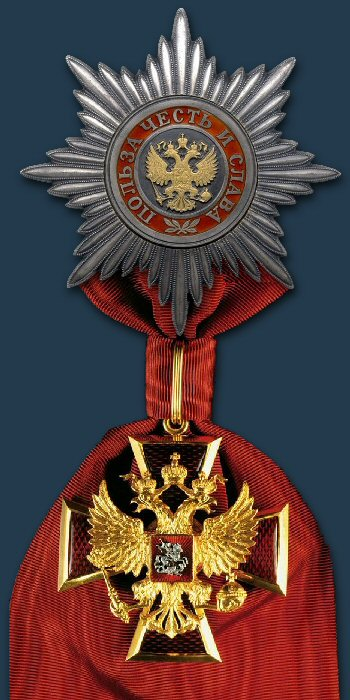
Орден «За заслуги перед Отечеством» I степени

Это список кавалеров ордена «За заслуги перед Отечеством» I степени (после даты стоит номер указа Президента Российской Федерации, которым произведено награждение)

## Кавалеры ордена I степени, награждённые по опубликованным указам
1. 23 сентября 1997 года, № 1056 — Жак Ширак — Президент Французской Республики[1]
2. 12 июня 2001 года, № 696 — Ельцин, Борис Николаевич — первый Президент Российской Федерации[2]
3. 5 декабря 2001 года, № 1388 — Строев, Егор Семёнович — Председатель Совета Федерации Федерального собрания Российской Федерации[3]
4. 21 сентября 2003 года, № 1085 — Котельников, Владимир Александрович — академик, советник президиума Российской академии наук, почетный директор Института радиотехники и электроники, город Москва[4]
5. 23 февраля 2004 года, № 238 — Алексий II (Ридигер Алексей Михайлович) — Патриарх Московский и всея Руси[5]
6. 20 апреля 2004 года, № 556 — Кучма, Леонид Данилович — Президент Украины[6]
7. 31 января 2005 года, № 106 — Яковлев, Вениамин Фёдорович[7]
8. 14 марта 2005 года, № 286 — Алфёров, Жорес Иванович — депутат Государственной думы Федерального собрания Российской Федерации, вице-президент Российской академии наук[8]
9. 15 июня 2005 года, № 700 — Магомедов, Магомедали Магомедович — Председатель Государственного Совета Республики Дагестан[9]
10. 20 ноября 2005 года, № 1344 — Плисецкая, Майя Михайловна — артистка балета, город Москва[10]
11. 21 января 2006 года, № 34 — Моисеев, Игорь Александрович — художественный руководитель федерального государственного учреждения культуры «Государственный академический ансамбль народного танца под руководством Игоря Моисеева», город Москва[11]
12. 7 июля 2006 года, № 682 — Осипов, Юрий Сергеевич — президент Российской академии наук[12]
13. 21 сентября 2006 года, № 1024 — Лужков, Юрий Михайлович — мэр Москвы[13]
14. 4 октября 2006 года, № 1058 — Гинзбург, Виталий Лазаревич — академик, советник Российской академии наук[14]
15. 19 января 2007 года, № 43 — Шаймиев, Минтимер Шарипович — Президент Республики Татарстан[15]
16. 23 января 2007 года, № 63 — Покровский, Борис Александрович — художественный руководитель и главный режиссёр федерального государственного учреждения культуры «Московский государственный академический Камерный музыкальный театр под художественным руководством Б. А. Покровского»[16]
17. 24 февраля 2007 года, № 247 — Ростропович, Мстислав Леопольдович — музыкант, дирижёр, президент регионального общественного фонда помощи одаренным студентам музыкальных учебных заведений «Фонд М. Л. Ростроповича», город Москва[17]
18. 26 мая 2007 года, № 657 — Кутафин, Олег Емельянович — академик Российской академии наук, ректор государственного образовательного учреждения высшего профессионального образования «Московская государственная юридическая академия»[18]
19. 12 сентября 2007 года, № 1183 — Фрадков, Михаил Ефимович — Председатель Правительства Российской Федерации[19]
20. 6 декабря 2007 года, № 1639 — Антонова, Ирина Александровна — директор федерального государственного учреждения культуры «Государственный музей изобразительных искусств имени А. С. Пушкина», город Москва[20]
21. 4 апреля 2008 года, № 454 — Быстрицкая, Элина Авраамовна — артистка федерального государственного учреждения культуры «Государственный академический Малый театр России», город Москва[21]
22. 13 октября 2008 года, № 1460 — Захаров, Марк Анатольевич — художественный руководитель государственного учреждения культуры города Москвы «Московский государственный театр „Ленком“»[22]
23. 26 ноября 2008 года, № 1653 — Патон, Борис Евгеньевич — президент Национальной академии наук Украины, директор Института электросварки им. Е. О. Патона Национальной академии наук Украины, гражданин Украины[23]
24. 9 декабря 2008 года, № 1750 — Темирканов, Юра Хатиевич — художественный руководитель федерального государственного учреждения культуры «Санкт-Петербургская академическая филармония им. Д. Д. Шостаковича», художественный руководитель, главный дирижёр Заслуженного коллектива России академического симфонического оркестра федерального государственного учреждения культуры «Санкт-Петербургская академическая филармония им. Д. Д. Шостаковича»[24]
25. 17 декабря 2008 года, № 1789 — Волчек, Галина Борисовна — художественный руководитель государственного учреждения культуры города Москвы «Московский театр „Современник“»[25]
26. 24 марта 2009 года, № 324 — Черномырдин, Виктор Степанович — чрезвычайный и полномочный посол Российской Федерации на Украине[26]
27. 10 июня 2009 года, № 639 — Зыкина, Людмила Георгиевна — художественный руководитель федерального государственного учреждения культуры «Государственный академический русский народный ансамбль „Россия“», город Москва[27]
28. 10 июня 2009 года, № 643 — Чазов, Евгений Иванович — генеральный директор федерального государственного учреждения «Российский кардиологический научно-производственный комплекс», город Москва[28]
29. 29 октября 2009 года, № 1220 — Примаков, Евгений Максимович — академик Российской академии наук, президент Торгово-промышленной палаты Российской Федерации[29]
30. 9 ноября 2009 года, № 1256 — Пахмутова, Александра Николаевна — композитор, город Москва[30]
31. 16 ноября 2009 года, № 1293 — Россель, Эдуард Эргартович — губернатор Свердловской области[31]
32. 10 июня 2010 года, № 703 — Глазунов, Илья Сергеевич — художник, ректор федерального государственного образовательного учреждения высшего профессионального образования «Российская академия живописи, ваяния и зодчества Ильи Глазунова», город Москва[32]
33. 15 июля 2010 года, № 907 — Рахимов, Муртаза Губайдуллович — Президент Республики Башкортостан[33]
34. 26 июля 2010 года, № 934 — Церетели, Зураб Константинович — президент Российской академии художеств, город Москва[34]
35. 17 августа 2010 года, № 1014 — Табаков, Олег Павлович — художественный руководитель — директор федерального государственного учреждения культуры «Московский Художественный академический театр имени А. П. Чехова»[35]
36. 17 декабря 2011 года, № 1658 — Григорович, Юрий Николаевич — балетмейстер федерального государственного бюджетного учреждения культуры «Государственный академический Большой театр России», город Москва[36]
37. 25 июня 2012 года, № 901 — Кобзон, Иосиф Давыдович — первый заместитель председателя Комитета Государственной думы по культуре[37]
38. 1 декабря 2012 года, № 1585 — Вишневская, Галина Павловна — художественный руководитель государственного бюджетного учреждения культуры города Москвы «Центр оперного пения под руководством Галины Вишневской»[38]
39. 26 июня 2013 года, № 578 — Дедов, Иван Иванович — академик Российской академии наук, президент Российской академии медицинских наук, город Москва[39]
40. 13 сентября 2013 года, № 718 — Броневой, Леонид Сергеевич — артист государственного бюджетного учреждения культуры города Москвы «Московский государственный театр „Ленком“»[40]
41. 21 июля 2014 года, № 517 — Долгих, Владимир Иванович — член Совета Федерации Федерального собрания Российской Федерации от города Москвы — представитель в Совете Федерации Федерального собрания Российской Федерации от исполнительного органа государственной власти города Москвы[41]
42. 21 июля 2014 года, № 518 — Рыжков, Николай Иванович — член Совета Федерации Федерального собрания Российской Федерации от Белгородской области — представитель в Совете Федерации Федерального собрания Российской Федерации от исполнительного органа государственной власти Белгородской области[42]
43. 20 января 2015 года, № 25 — Зельдин, Владимир Михайлович — артист федерального государственного казённого учреждения культуры и искусства «Центральный академический театр Российской Армии», город Москва[43]
44. 2 февраля 2015 года, № 44 — Велихов, Евгений Павлович — академик Российской академии наук, президент федерального государственного бюджетного учреждения «Национальный исследовательский центр „Курчатовский институт“», город Москва[44]
45. 21 марта 2015 года, № 146 — Лавров, Сергей Викторович — министр иностранных дел Российской Федерации[45]
46. 29 июня 2015 года, № 330 — Михалков, Никита Сергеевич — кинорежиссёр, председатель Общероссийской общественной организации «Союз кинематографистов Российской Федерации», президент некоммерческой организации «Российский Фонд Культуры», город Москва[46]
47. 29 июня 2015 года, № 330 — Соломин, Юрий Мефодьевич — художественный руководитель федерального государственного бюджетного учреждения культуры «Государственный академический Малый театр России», город Москва[46]
48. 14 сентября 2015 года, № 459 — Медведев, Дмитрий Анатольевич — Председатель Правительства Российской Федерации[47]
49. 1 декабря 2015 года, № 584 — Хазанов, Геннадий Викторович — художественный руководитель государственного бюджетного учреждения культуры города Москвы «Московский государственный театр Эстрады»[48]
50. 29 января 2016 года, № 31 — Новожилов, Генрих Васильевич — главный советник генерального директора по науке открытого акционерного общества «Авиационный комплекс имени С. В. Ильюшина», город Москва[49]
51. 11 июня 2016 года, № 282 — Вербицкая, Людмила Алексеевна — президент федерального государственного бюджетного учреждения «Российская академия образования», город Москва[50]
52. 19 ноября 2016 года, № 610 — Кирилл (Гундяев Владимир Михайлович) — Патриарх Московский и всея Руси[51]
53. 20 декабря 2016 года, № 695 — Фадеев, Геннадий Матвеевич — советник президента открытого акционерного общества «Российские железные дороги», город Москва[52]
54. 13 февраля 2017 года, № 59 — Рождественский, Геннадий Николаевич — профессор федерального государственного бюджетного образовательного учреждения высшего образования «Московская государственная консерватория имени П. И. Чайковского»[53]
55. 1 марта 2017 года, № 95 — Терешкова, Валентина Владимировна — заместитель председателя Комитета Государственной думы по федеративному устройству и вопросам местного самоуправления[54]
56. 17 августа 2017 года, № 373 — Толстой, Георгий Кириллович — академик Российской академии наук, профессор кафедры гражданского права федерального государственного бюджетного образовательного учреждения высшего образования «Санкт-Петербургский государственный университет»[55]
57. 24 октября 2017 года, № 512 — Лещенко, Лев Валерьянович — артист-вокалист, член правления Международного союза деятелей эстрадного искусства (творческого союза), президент Культурного фонда Льва Лещенко, город Москва[56]
58. 6 мая 2018 года, № 199 — Этуш, Владимир Абрамович — артист федерального государственного бюджетного учреждения культуры «Государственный академический театр имени Евгения Вахтангова», город Москва[57]
59. 30 мая 2018 года, № 281 — Бугаков, Юрий Фёдорович — председатель закрытого акционерного общества племзавода «Ирмень», Новосибирская область[58]
60. 30 мая 2018 года, № 281 — Федосеев, Владимир Иванович — художественный руководитель федерального государственного бюджетного учреждения культуры «Государственный академический Большой симфонический оркестр имени П. И. Чайковского», город Москва[58].
61. 29 июня 2018 года, № 377 — Чурикова, Инна Михайловна — артистка государственного бюджетного учреждения культуры города Москвы «Московский государственный театр „Ленком“»[59]
62. 16 июля 2018 года, № 431 — Лебедев, Вячеслав Михайлович — Председатель Верховного суда Российской Федерации[60]
63. 25 сентября 2018 года, № 542 — Громов, Борис Всеволодович — председатель Всероссийской общественной организации ветеранов «БОЕВОЕ БРАТСТВО», Московская область[61]
64. 29 октября 2018 года, № 612 — Тулеев, Аман-гельды Молдагазыевич[62]
65. 28 марта 2019 года, № 132 — Макаровец, Николай Александрович — заместитель управляющего директора — научный руководитель — генеральный конструктор акционерного общества «Научно-производственное объединение „СПЛАВ“», Тульская область[63]
66. 16 апреля 2019 года, № 174 — Садовничий, Виктор Антонович — академик Российской академии наук, ректор федерального государственного бюджетного образовательного учреждения высшего образования «Московский государственный университет имени М. В. Ломоносова»[64]
67. 29 апреля 2019 года, № 199 — Доронина, Татьяна Васильевна — президент федерального государственного бюджетного учреждения культуры «Московский Художественный академический театр имени М. Горького»[65]
68. 29 мая 2019 года, № 240 — Леонов, Алексей Архипович — дважды Герой Советского Союза, летчик-космонавт СССР[66]
69. 29 мая 2019 года, № 240 — Ширвиндт, Александр Анатольевич — художественный руководитель государственного бюджетного учреждения культуры города Москвы «Московский академический театр сатиры»[66]
70. 9 августа 2019 года, № 373 — Спиваков, Владимир Теодорович — президент государственного бюджетного учреждения культуры города Москвы «Московский международный Дом музыки»[67]
71. 28 октября 2019 года, № 525 — Добродеев, Олег Борисович — генеральный директор федерального государственного унитарного предприятия «Всероссийская государственная телевизионная и радиовещательная компания», город Москва[68]
72. 30 января 2020 года, № 70 — Смирнов, Виталий Георгиевич — почётный президент Общероссийского союза общественных объединений «Олимпийский комитет России», город Москва[69]
73. 27 февраля 2020 года, № 153 — Савиных, Виктор Петрович — член-корреспондент Российской академии наук, президент федерального государственного бюджетного образовательного учреждения высшего образования «Московский государственный университет геодезии и картографии»[70]
74. 23 июня 2020 года, № 409 — Бокерия, Леонид Антонович — президент федерального государственного бюджетного учреждения «Национальный медицинский исследовательский центр сердечно-сосудистой хирургии имени А. Н. Бакулева», город Москва[71]
75. 21 августа 2020 года, № 520 — Андреев, Владимир Алексеевич — президент государственного бюджетного учреждения культуры города Москвы «Московский драматический театр имени М. Н. Ермоловой»[72]
76. 21 сентября 2020 года, № 575 — Поярков, Владимир Кириллович (митрополит Крутицкий и Коломенский Ювеналий) — Патриарший наместник Московской епархии Русской православной церкви[73]
77. 6 февраля 2021 года, № 74 — Эрнст, Константин Львович — генеральный директор акционерного общества «Первый канал», город Москва[74]
78. 6 февраля 2021 года, № 74 — Фокин, Валерий Владимирович — художественный руководитель федерального государственного бюджетного учреждения культуры «Национальный драматический театр России (Александринский театр)», город Санкт-Петербург[74]
79. 20 апреля 2021 года, № 228 — Игнатенко, Виталий Никитич — председатель правления Фонда сотрудничества с русскоязычной зарубежной прессой — Фонда ВАРП, президент Всемирной ассоциации русской прессы, город Москва[75]
80. 25 апреля 2021 года, № 244 — Жириновский, Владимир Вольфович — депутат Государственной думы Федерального собрания Российской Федерации, руководитель фракции Политической партии ЛДПР — Либерально-демократической партии России в Государственной Думе[76]
81. 18 мая 2021 года, № 293 — Чайка, Юрий Яковлевич — полномочный представитель Президента Российской Федерации в Северо-Кавказском федеральном округе[77]
82. 2 июля 2021 года, № 394 — Эйфман, Борис Яковлевич — художественный руководитель Санкт-Петербургского государственного бюджетного учреждения культуры «Академический театр Балета Бориса Эйфмана»[78]
83. 6 августа 2021 года, № 455 — Костин, Андрей Леонидович — президент — председатель правления Банка ВТБ (публичного акционерного общества), город Санкт-Петербург[79]
84. 3 октября 2021 года, № 570 — Баранов, Александр Александрович — советник руководителя Научно-исследовательского института педиатрии и охраны здоровья детей федерального государственного бюджетного учреждения здравоохранения «Центральная клиническая больница Российской академии наук», город Москва[80]
85. 3 октября 2021 года, № 570 — Чубарьян, Александр Оганович — научный руководитель федерального государственного бюджетного учреждения науки Института всеобщей истории Российской академии наук, город Москва[80]
86. 14 октября 2021 года, № 590 — Масляков, Александр Васильевич — ведущий программ акционерного общества «Первый канал», город Москва[81]
87. 25 октября 2021 года, № 596 — Зорькин, Валерий Дмитриевич — Председатель Конституционного суда Российской Федерации[82]
88. 24 ноября 2021 года, № 671 — Кравцов, Борис Васильевич — государственный советник юстиции 1 класса[83]
89. 21 февраля 2022 года, № 70 — Степашин, Сергей Вадимович — председатель наблюдательного совета Государственной корпорации — Фонда содействия реформированию жилищно-коммунального хозяйства[84]
90. 4 мая 2022 года, № 251 — Алекперов, Вагит Юсуфович, город Москва[85]
91. 25 августа 2022 года, № 572 — Щедрин, Родион Константинович — композитор, член Всероссийской общественной организации «Союз композиторов России», город Москва[86]
92. 6 июня 2023 года, № 416 — Винокур, Владимир Натанович — артист, член Международного союза деятелей эстрадного искусства (творческого союза), город Москва[87]
93. 21 июня 2023 года, № 450 — Собянин, Сергей Семёнович — Мэр Москвы[88]
94. 20 июля 2023 года, № 538 — Винер-Усманова, Ирина Александровна — главный тренер спортивной сборной команды Российской Федерации по художественной гимнастике федерального государственного бюджетного учреждения «Центр спортивной подготовки сборных команд России», город Москва[89]
95. 8 ноября 2023 года, № 825 — Коновалов, Александр Николаевич — почётный президент федерального государственного автономного учреждения «Национальный медицинский исследовательский центр нейрохирургии имени академика Н. Н. Бурденко», город Москва[90]
96. 22 ноября 2023 года, № 870 — Полтавченко, Георгий Сергеевич — действительный государственный советник Российской Федерации 1 класса[91]
97. 3 января 2024 года, № 3 — Адамян, Лейла Вагоевна — заместитель директора федерального государственного бюджетного учреждения «Национальный медицинский исследовательский центр акушерства, гинекологии и перинатологии имени академика В. И. Кулакова», город Москва[92]
98. 4 февраля 2024 года, № 86 — Володин, Вячеслав Викторович — Председатель Государственной думы Федерального собрания Российской Федерации[93]
99. 5 февраля 2024 года, № 90 — Козлов, Валерий Васильевич — академик Российской академии наук[94]
100. 5 февраля 2024 года, № 90 — Месяц, Геннадий Андреевич — академик Российской академии наук[94]
101. 5 февраля 2024 года, № 90 — Скринский, Александр Николаевич — академик Российской академии наук[94]
102. 22 апреля 2024 года, № 279 — Басин, Ефим Владимирович — президент Общероссийской общественной организации «Бамовское содружество», город Москва[95]
103. 22 мая 2024 года, № 436 — Шохин, Александр Николаевич — президент Общероссийской общественной организации «Российский союз промышленников и предпринимателей», город Москва[96]
104. 29 октября 2024 года, № 923 — Шмаков, Михаил Викторович — председатель Общероссийского союза «Федерация независимых профсоюзов России», город Москва[97]
105. 8 декабря 2024 года, № 1037 — Минниханов, Рустам Нургалиевич — Глава Республики Татарстан[98]
106. 8 декабря 2024 года, № 1037 — Пиотровский, Михаил Борисович — генеральный директор федерального государственного бюджетного учреждения культуры «Государственный Эрмитаж», город Санкт-Петербург[98]
107. 8 декабря 2024 года, № 1037 — Фрейндлих, Алиса Бруновна — артистка федерального государственного бюджетного учреждения культуры «Российский государственный академический Большой драматический театр имени Г. А. Товстоногова», город Санкт-Петербург[98]
108. 20 декабря 2024 года, № 1089 — Латынина, Лариса Семёновна — председатель попечительского совета государственного бюджетного общеобразовательного учреждения Калужской области «Спортивная школа олимпийского резерва по спортивной гимнастике Ларисы Латыниной» (на общественных началах)[99]
109. 26 декабря 2024 года, № 1112 — Боярский, Михаил Сергеевич — артист Санкт-Петербургского государственного бюджетного учреждения культуры «Санкт-Петербургский академический Театр имени Ленсовета»[100]
110. 3 марта 2025 года, № 112 — Худайнатов, Эдуард Юрьевич — президент акционерного общества «Независимая нефтегазовая компания», город Москва[101]
111. 10 марта 2025 года, № 126 — Кононенко, Олег Дмитриевич — инструктор-космонавт-испытатель — заместитель начальника Центра по подготовке космонавтов — командир отряда космонавтов федерального государственного бюджетного учреждения «Научно-исследовательский испытательный центр подготовки космонавтов имени Ю. А. Гагарина», Московская область[102]
112. 23 апреля 2025 года  № 260 — Антонов, Юрий Михайлович — певец, композитор, вице-президент Международного союза деятелей эстрадного искусства (творческого союза), город Москва[103]
113. 24 июня 2025 года, № 409 — Сакович, Геннадий Викторович — научный руководитель федерального государственного бюджетного учреждения науки Института проблем химико-энергетических технологий Сибирского отделения Российской академии наук, Алтайский край
114. 16 августа 2025 года, № 563 — Торкунов, Анатолий Васильевич — ректор федерального государственного автономного образовательного учреждения высшего образования «Московский государственный институт международных отношений (университет) Министерства иностранных дел Российской Федерации»

## Кавалеры ордена I степени, награждённые по неопубликованным указам
В данный раздел включены кавалеры, указы о награждении которых не были опубликованы в «Собрании законодательства Российской Федерации» или «Российской газете».

### Год не указан
1. Бортников, Александр Васильевич — генерал армии, директор Федеральной службы безопасности Российской Федерации[104].
2. Герасимов, Валерий Васильевич — генерал армии, Начальник Генерального штаба Вооружённых сил Российской Федерации — первый заместитель министра обороны Российской Федерации[105]
3. Золотов, Виктор Васильевич (награждён орденом с мечами)  — директор Федеральной службы войск национальной гвардии Российской Федерации — главнокомандующий войсками национальной гвардии Российской Федерации[106][107]
4. Иванов, Сергей Борисович — руководитель Администрации Президента Российской Федерации[108]
5. Нургалиев, Рашид Гумарович — заместитель секретаря Совета безопасности Российской Федерации[109]
6. Цаликов, Руслан Хаджисмелович — Первый заместитель министра обороны Российской Федерации[110]

### По годам
1. 2006 год — Патрушев, Николай Платонович — генерал армии, директор Федеральной службы безопасности Российской Федерации. Орден вручён 20 июля[111].
2. 2008 год — Лавёров, Николай Павлович — академик, вице-президент Российской академии наук, президент Национального центра развития инновационных технологий. Орден вручён 15 октября[112].
3. 2012 год — Зубков, Виктор Алексеевич — первый заместитель Председателя Правительства Российской Федерации[113]. Орден вручён 29 августа.
4. 2014 год — Козак, Дмитрий Николаевич — Заместитель Председателя Правительства Российской Федерации. Орден вручён 24 марта[114].
5. 2014 год — Константинов, Владимир Андреевич — Председатель Государственного Совета Республики Крым. Орден вручён 9 мая.
6. 2014 год — Чалый, Алексей Михайлович — бывший исполняющий обязанности губернатора города Севастополя. Орден вручён 9 мая.
7. 2014 год — Аксёнов, Сергей Валерьевич — временно исполняющий обязанности главы Республики Крым. Орден вручён 9 мая.
8. 2014 год — Матвиенко, Валентина Ивановна — Председатель Совета Федерации Федерального собрания Российской Федерации[115].
9. 2016 год — Говорухин, Станислав Сергеевич — народный артист Российской Федерации, кинорежиссёр-постановщик, город Москва. Орден вручён 22 сентября[116].
10. 2 ноября 2017 года, № 530 — Трутнев, Юрий Алексеевич — первый заместитель научного руководителя по перспективным исследованиям федерального государственного унитарного предприятия «Российский федеральный ядерный центр — Всероссийский научно-исследовательский институт экспериментальной физики», Нижегородская область[117]. Орден вручён 15 ноября.
11. 2017 год — Миллер, Алексей Борисович — председатель правления публичного акционерного общества «Газпром», город Москва. Орден вручён 15 ноября[118].
12. 2017 год — Фортов, Владимир Евгеньевич — академик-секретарь Отделения энергетики, машиностроения, механики и процессов управления Российской академии наук. Орден вручён 15 ноября[119].
13. 2017 год — Чемезов, Сергей Викторович — генеральный директор Государственной корпорации «Ростех», город Москва[120].
14. 2018 год — Ковальчук, Михаил Валентинович — президент федерального государственного бюджетного учреждения "Национальный исследовательский центр «Курчатовский институт». Орден вручён 27 ноября[121].
15. 21 мая 2020 года — Шойгу, Сергей Кужугетович (награждён орденом с мечами) — генерал армии, министр обороны Российской Федерации.[122].
16. 15 декабря 2020 года — Грызлов, Борис Вячеславович — полномочный представитель Российской Федерации в Контактной группе по урегулированию ситуации на Украине, председатель совета директоров акционерного общества «Корпорация „Тактическое ракетное вооружение“».[123].
17. 21 декабря 2020 года — Токарев, Николай Петрович — президент ПАО «Транснефть».[124]
18. 2021 год — Алиев, Муху Гимбатович — первый президент республики Дагестан. Указ подписан в декабре[125]
19. 2022 год — Ресин, Владимир Иосифович — депутат Государственной думы Федерального собрания Российской Федерации, член комитета Госдумы по транспорту и строительству, председатель Экспертного совета по строительству, промышленности строительных материалов и проблемам долевого строительства при комитете ГД по транспорту и строительству. Орден вручён 2 февраля[126]
20. 2022 год — Илькаев, Радий Иванович —  почётный научный руководитель ФГУП «Российский федеральный ядерный центр – Всероссийский научно-исследовательский институт экспериментальной физики». Орден вручён 20 декабря[127].
21. 2022 год — Пасечник, Леонид Иванович —  временно исполняющий обязанности главы Луганской Народной Республики. Орден вручён 20 декабря[127].
22. 2022 год — Пушилин, Денис Владимирович — временно исполняющий обязанности главы Донецкой Народной Республики. Орден вручён 20 декабря[127].
23. 2023 год — Воробьёв, Юрий Леонидович — Заместитель Председателя Совета Федерации Федерального собрания Российской Федерации — представитель в Совете Федерации Федерального собрания Российской Федерации от законодательного (представительного) органа государственной власти Вологодской области[128].
24. 2024 год — Рапота, Григорий Алексеевич — член Совета Федерации Федерального собрания Российской Федерации от Курской области — представитель в Совете Федерации Федерального собрания Российской Федерации от исполнительного органа государственной власти Курской области, председатель Попечительского совета РГСУ, член Центрального Совета РВИО. Орден вручён 9 февраля[129].
25. 10 мая 2024 года, № 325 — Федосов, Евгений Александрович — научный руководитель ГосНИИАС, академик Российской академии наук, город Москва[130]. Орден вручён 15 мая.
26. 2024 год — Дзасохов, Александр Сергеевич — бывший президент республики Северная Осетия — Алания. [131]
27. 2024 год — Васильев, Владимир Абдуалиевич — Депутат Государственной Думы Федерального собрания Российской Федерации IV—VIII созывов. Руководитель фракции «Единая Россия» в Государственной Думе Федерального собрания Российской Федерации VIII созыва. Член Высшего совета партии «Единая Россия». Орден вручён 12 декабря.[132]
28. 2024 год — Кириенко, Сергей Владиленович — Первый заместитель Руководителя Администрации президента Российской Федерации. Орден вручён 12 декабря.[133]
29. 2024 год — Нарышкин, Сергей Евгеньевич — Директор Службы внешней разведки Российской Федерации[134]
30. 2024 год — Потанин, Владимир Олегович — президент ГМК «Норильский никель»[135]
31. 2025 год — Гордеев, Алексей Васильевич – депутат Государственной Думы Федерального Собрания Российской Федерации, заместитель Председателя Государственной Думы Федерального Собрания Российской Федерации. Орден вручён 22 мая. [136]